# 元謙太
元 謙太（げん けんだい、2002年5月17日 - ）は、岐阜県多治見市出身のプロ野球選手（外野手、内野手）。右投右打。オリックス・バファローズ所属。

## 経歴

### プロ入り前
小学校3年から野球を始め、6年生の時には中日ドラゴンズジュニアに選出された。中学校時代は硬式野球チームの岐阜東濃シニアに所属。
進学した中京高校（2年次までの校名は中京学院大学附属中京）では1年の春からベンチ入りを果たし、2年夏に出場した甲子園大会では、準々決勝の作新学院高校戦で逆転満塁本塁打を放ち、チームのベスト4進出に貢献した。
2020年10月26日に行われたプロ野球ドラフト会議において、オリックス・バファローズより2位指名を受け、12月4日に契約金6000万円、年俸650万円（金額は推定）で仮契約し、12月19日、入団発表会見が行われた。背番号は27。

### オリックス時代
2021年は、内野手として遊撃と三塁を守り、ウエスタン・リーグでは112試合の出場で打率.138、4本塁打、30打点という成績だった。元々球団が外野手として期待してた事もあり、シーズン終了後のフェニックスリーグから外野手に挑戦した。
2022年は、5月26日のウエスタン・リーグの福岡ソフトバンクホークス戦で中堅手として守備に就いていたところ、右翼手の来田涼斗と交錯し、来田とともに救急車で緊急搬送され胸部打撲と診断された。8月9日に初めて一軍に昇格すると、11日の楽天戦で8番・中堅で先発出場し、4回1死三塁からプロ初安打となる右前適時打を放った。

## 選手としての特徴
高校通算本塁打は18本で遠投100メートル。50メートルは6秒。守備位置は内野と外野を守るだけでなく、投手としても最速144 km/hを計測したことがある。

## 詳細情報

### 年度別打撃成績
| 年 度     | 球 団      | 試 合 | 打 席 | 打 数 | 得 点 | 安 打 | 二 塁 打 | 三 塁 打 | 本 塁 打 | 塁 打 | 打 点 | 盗 塁 | 盗 塁 死 | 犠 打 | 犠 飛 | 四 球 | 敬 遠 | 死 球 | 三 振 | 併 殺 打 | 打 率 | 出 塁 率 | 長 打 率 | O P S |
| --------- | ---------- | ----- | ----- | ----- | ----- | ----- | -------- | -------- | -------- | ----- | ----- | ----- | -------- | ----- | ----- | ----- | ----- | ----- | ----- | -------- | ----- | -------- | -------- | ----- |
| 2022      | オリックス | 5     | 9     | 8     | 1     | 2     | 0        | 0        | 0        | 2     | 1     | 0     | 0        | 1     | 0     | 0     | 0     | 0     | 3     | 0        | .250  | .250     | .250     | .500  |
| 2024      | オリックス | 5     | 8     | 8     | 0     | 1     | 0        | 0        | 0        | 1     | 0     | 0     | 0        | 0     | 0     | 0     | 0     | 0     | 3     | 0        | .125  | .125     | .125     | .250  |
| 通算：2年 | 通算：2年  | 10    | 17    | 16    | 1     | 3     | 0        | 0        | 0        | 3     | 1     | 0     | 0        | 1     | 0     | 0     | 0     | 0     | 6     | 0        | .188  | .188     | .188     | .375  |

- 2024年度シーズン終了時

### 年度別守備成績
| 年 度 | 球 団      | 外野  | 外野  | 外野  | 外野  | 外野  | 外野     |
| 年 度 | 球 団      | 試 合 | 刺 殺 | 補 殺 | 失 策 | 併 殺 | 守 備 率 |
| ----- | ---------- | ----- | ----- | ----- | ----- | ----- | -------- |
| 2022  | オリックス | 4     | 5     | 0     | 0     | 0     | 1.000    |
| 2024  | オリックス | 4     | 4     | 0     | 0     | 0     | 1.000    |
| 通算  | 通算       | 8     | 9     | 0     | 0     | 0     | 1.000    |

- 2024年度シーズン終了時

### 記録
初記録
- 初出場：2022年8月9日、対東北楽天ゴールデンイーグルス15回戦（京セラドーム大阪）、9回表に杉本裕太郎に代わり右翼手で出場
- 初先発出場：2022年8月11日、対東北楽天ゴールデンイーグルス17回戦（京セラドーム大阪）、8番・中堅手で先発出場
- 初打席：同上、2回裏に弓削隼人から二ゴロ
- 初安打・初打点：同上、4回裏に弓削隼人から右前適時打

### 背番号
- 27（2021年 - ）